# Taiyanghe
Taiyanghe (kinesiska: 太阳河乡, 太阳河) är en socken i Kina. Den ligger i provinsen Sichuan, i den sydvästra delen av landet, omkring 250 kilometer nordväst om provinshuvudstaden Chengdu. Antalet invånare är 643. Befolkningen består av 309 kvinnor och 334 män. Barn under 15 år utgör 20,0 %, vuxna 15-64 år 69 %, och äldre över 65 år 10,0 %.
Genomsnittlig årsnederbörd är 988 millimeter. Den regnigaste månaden är juni, med i genomsnitt 215 mm nederbörd, och den torraste är december, med 2 mm nederbörd.